# آسوکا سایتو
آسوکا سایتو (انگلیسی: Asuka Saitō؛ زادهٔ ۱۰ اوت ۱۹۹۸) بازیگر خردسال، بازیگر، و آیدل ژاپنی اهل ژاپن است. وی از سال ۲۰۰۷ میلادی تاکنون مشغول فعالیت بوده‌است.